# 武則天 (1939年電影)
《武则天》，是1939年关于中国历史上的女皇帝武则天的电影，顾兰君主演，上海新华影业公司出品，方沛霖导演。

## 演员表
- 顾兰君 - 武则天
- 殷秀岑 - 唐高宗
- 黄耐霜 - 韩国夫人
- 黎明 - 狄仁杰
- 梁新 - 太监
- 夏霞 - 王皇后
- 白虹 - 上官婉儿
- 韩兰根 - 薛怀义
- 章志直 - 武承嗣
- 汤杰 - 武三思
- 姜修 - 上官仪
- 傅威廉 - 褚遂良
- 沈骏 - 太子李哲
- 刘继群 - 太监
- 赵珍妮 - 宫女
- 何剑飞 - 张柬之
- 严岩 - 张昌宗
- 陈一棠 - 张易之